# Liste der Monuments historiques in Auribeau-sur-Siagne
Die Liste der Monuments historiques in Auribeau-sur-Siagne führt die Monuments historiques in der französischen Gemeinde Auribeau-sur-Siagne auf.

## Liste der Objekte
Zum Verständnis siehe: Kirchenausstattung
| Bezeichnung                                   | Beschreibung                                 | Standort                 | Kennzeichnung | Schutzstatus | Datum | Bild |
| --------------------------------------------- | -------------------------------------------- | ------------------------ | ------------- | ------------ | ----- | ---- |
| Kelch                                         | Silber, vergoldet, 1563                      | in der Kirche St-Antoine | PM06000028    | Classé       | 1897  |      |
| Reliquiar mit dem Kiefer des heiligen Honorat | Silber, vergoldet, Ende des 15. Jahrhunderte | in der Kirche St-Antoine | PM06000027    | Classé       | 1897  |      |
| Opferschale                                   | Kupfer, 16. Jahrhundert                      | in der Kirche St-Antoine | PM06000029    | Classé       | 1910  |      |